# لطفي رئيسي
من ويكيبيديا، الموسوعة الحرة
لطفي رئيسي (من مواليد 4 أبريل 1974)، كان أول شخص متهم فيما يتعلق بهجمات 11 سبتمبر 2001. ومع ذلك، في عام 2003، قضت محكمة بريطانية بأن التهم الموجهة ضد رئيسي كانت بدون دليل، وأنه ليس له صلة بالهجمات. في أبريل 2010، أُعلن أنه مؤهل للحصول على تعويض، ولم يتم تحديد المبلغ بعد.

## خلفية
ولد رئيسي ونشأ في باب الواد، إحدى ضواحي الجزائر العاصمة. في نوفمبر 1996، انتقل إلى فينيكس، أريزونا، الولايات المتحدة الأمريكية، للذهاب إلى مدرسة الطيران، بما في ذلك فترة 1998 في مدرسة سوير للطيران بعد شهر من استقالة هاني حنجور.
في أبريل 2000، عندما انتهت صلاحية تأشيرة الطالب الخاصة به، عاد إلى الجزائر ثم إلى لندن مع زوجته سونيا (née Demolis)، التي التقى بها في الولايات المتحدة.
من 11 إلى 18 يونيو 2001، كان من الواضح أن رئيسي زار لاس فيغاس، بينما كان زياد جراح في المدينة. في طريقه إلى منزله من المدينة، تم إعطاؤه إفادة بالسرعة في أريزونا.

## التضمين في هجمات 11 سبتمبر الإرهابية

### القبض والتحقيق
رئيسي كان يعيش خارج كلنبروك (بالقرب من مطار هيثرو) في وقت الهجمات، وقُبض عليه في الثالثة من صباح يوم 21 سبتمبر / أيلول 2001، عندما أُخذ من منزله عارياً، مع زوجته سونيا وأخوه  حصلت التايمز على نسخة من طلب مكتب التحقيقات الفيدرالي الأولي للحصول على معلومات حول رئيسي. في ذلك، تؤكد التايمز، أن مكتب التحقيقات الفيدرالي طلب من السلطات البريطانية استخدام السلطة التقديرية، حتى لا ينزع عنه أنه كان موضع شك.
أفرجت الشرطة البريطانية عن شقيق رئيسي وزوجته سونيا بعد أربعة أيام من الاعتقالات، على الرغم من أن سونيا فقدت وظيفتها في العمل مع الخطوط الجوية الفرنسية وفقدت زوجة شقيقها وظيفتها في مطار هيثرو أيضًا. من هناك، تم احتجاز رئيسي لمدة خمسة أشهر في سجن بلمارش، للاشتباه في تدريب الطيارين الذين نقلوا الطائرة إلى البنتاغون، كما تم اتهامه باستخدام «هوية مزورة» بعد أن أطلق عليها اسم «فابريس فنسنت ألجير»، وبالتآمر لمساعدة رضوان دحماني على طلب التأشيرة.
بعد أسبوع من الاستجواب، قدم المسؤولون الأمريكيون والمدعي البريطاني جيمس لويس طلبًا للتسليم، ومن المفارقات أنه بسبب عدم كفاية الأدلة على تورطه في هجمات 11 سبتمبر، فإن التهمة الوحيدة التي يمكن أن يتحملها كانت ملقاة على طلب رخصة طياره بعدم الكشف عن خضوعه لعملية جراحية في الركبة بعد إصابة تنس، وتهمة السرقة في أحد مطارات لندن التي يعود تاريخها إلى عام 1993، وكان محامي رئيسي هو ريتشارد إيجان.
أعلن المدعي العام البريطاني آرفيندر سامبي (الذي أصبح مديرًا لشركة Amicus Legal Consultants، والتي أصبحت الآن Sambei Bridger & Polaine) علنًا أن مكتب التحقيقات الفيدرالي اكتشف اسم رئيسي في سيارة سالم الحازمي المستأجرة، وأن غارة على منزل رئيسي قد أظهرت دليلاً على الفيديو له وهاني حنجور يحتفلان معاً على حاسوبه، وأن سجلات الهاتف الإضافية أكدت شكوكه بأنه قام بتدريب أربعة من الخاطفين في محاولة للمساعدة في دعم الإرهاب ضد المصالح الأمريكية، وأن سجله التجريبي يفتقد جميع البيانات من مارس 2000 إلى يونيو 2001، وذكر أنه قد يطلب عقوبة الإعدام، لكن بمجرد بدء محاكمته، لم يتمكنوا من تقديم أي دليل من هذا القبيل، وفقا للتايمز.
في 12 فبراير 2002، سمح القاضي تيموثي ووركمان لرئيسي بنشر كفالة بقيمة 10000 جنيه إسترليني وتسليم جواز سفره، بعد أن ذكر أنه لا يبدو أن هناك مصداقية لمطالبات الولايات المتحدة، فتم إطلاق سراحه رسميًا من التهم في 21 أبريل.[5]

### دعاوى قضائية
في سبتمبر 2003، أعلن رئيس أنه يقاضي مكتب التحقيقات الفيدرالي ووزارة العدل مقابل 10 ملايين دولار بسبب مزاعم بأن حياته قد دمرت بسبب وصفه بأنه إرهابي وأنه غير قادر على العثور على عمل.
الدعوى التي قام بها ريتشارد إيغان وجول كاري من محامي تاكرز، تزعم السجن الكاذب، والاعتقال الخاطئ، والمقاضاة الخبيثة، والاستمرار الخبيث في المقاضاة، وإساءة المعاملة، والإيذاء المتعمد للاضطراب العاطفي والإهمال في إلحاق ضائقة عاطفية. وكان باول هوفمان، من منظمة العفو الدولية، أحد المحامين الذين يتعاملون مع القضية.
رفع رئيسي دعوى مدنية ضد البريد يوم الأحد لقيامه بطباعة معلومات كاذبة حول التهم الجنائية التي وجهها، واستشهد بحقيقة أن شركات الطيران لن تقوم بتوظيفه بسبب الاتهامات الموجهة إليه، وقال أنه حصل على مبلغ لم يكشف عنه.
في 22 فبراير 2007، فقد السيد رئيسي قضيته في المحكمة العليا في المملكة المتحدة للمطالبة بالتعويض عن التوقيف غير المشروع و 5 أشهر قضى في بلمارش، وقضى القضاة بأنه غير مؤهل على أساس أنه احتُجز كجزء من قضية تسليم بدلاً من «في الإجراءات الجنائية المحلية»، أخذ قضيته إلى محكمة الاستئناف وتم إلغاء حكم المحكمة العليا، وقال قضاة الاستئناف إن الأدلة تشير إلى أن الشرطة كانت مسؤولة عن «التخلف عن السداد».
لا تزال قضية رئيسي قضية مثيرة للجدل في الجزائر، حيث ترفض حكومتها التوقيع على اتفاق مع بريطانيا بشأن تسليم الخاطفين حتى تعترف بريطانيا بأن معاملتها لرئيسي كانت معيبة، وتستمر السلطات البريطانية في الإصرار على أن الشرطة والمدعين العامين البريطانيين تصرفوا بشكل صحيح، وكانت السلطات الأمريكية هي الجهة المسؤولة عن تزويدهم بمعلومات مخابرات سيئة.
في فبراير / شباط 2008، رفضت محكمة الاستئناف هذا الموقف، و«برأته تمامًا» رئيسي، وأمرت السلطات البريطانية بإعادة النظر في استحقاقه للتعويض، الذي سبق ورُفض، ووجدت أيضًا أن النيابة العامة للشرطة قدموا أدلة زائفة إلى المحاكم.
أدى طلبه للحصول على إذن لتنفيذ أمر محكمة الاستئناف، وازدراء الإجراءات القضائية ضد وزارة الداخلية، إلى إعلان في 23 أبريل 2010 من قبل وزير الدولة للعدل جاك سترو بأن رئيسي مؤهل لما يصل إلى مليوني جنيه إسترليني التعويض.